# Rolls-Royce Buzzard
Il Rolls-Royce Buzzard era un motore aeronautico 12 cilindri a V prodotto dalla britannica Rolls-Royce Limited alla fine degli anni venti.
Il Buzzard venne realizzato in circa 100 esemplari, utilizzati quasi esclusivamente nelle competizioni aeronautiche.
Ci si riferisce a questo motore anche con la denominazione H, motore dal quale verrà poi sviluppato il motore R che verrà impiegato nelle gare della Coppa Schneider. Il motore venne sviluppato aumentando le dimensioni progettuali del precedente Kestrel in un rapporto 5:6 .

## Velivoli utilizzatori
Germania
- Heinkel He 118 V1 (prototipo)
- Junkers Ju 52/1m (CF-ARM)[3]

 Giappone
- Kawanishi H3K
- Mitsubishi Ki-1 (nella versione prototipo)

 Regno Unito
- Blackburn Iris
- Blackburn M.1/30
- Blackburn Perth
- Hawker Horsley
- Short Sarafand
- Vickers Type 207